# Sorin Grindeanu
Sorin Mihai Grindeanu (n. 5 decembrie 1973, Caransebeș, Caraș-Severin, România) este un politician român, de profesie informatician, care asigură începând cu 20 mai 2025 interimatul funcției de președinte al Partidului Social Democrat. Pe data de 25 noiembrie 2021 a devenit  Ministrul al transporturilor și infrastructurii în guvernul Nicolae Ciucă. În 24 iunie 2025, a fost ales președinte al Camerei Deputaților.
El a fost Prim-ministru între 4 ianuarie 2017 și 29 iunie 2017, fiind al 65-lea prim ministru al țării din 1862, de la unirea guvernelor Principatelor Unite.
Guvernul condus de el a adoptat în ianuarie 2017 măsura controversată de a amnistia anumite fapte penale, măsură care a declanșat proteste publice. Pe fondul unui conflict cu Liviu Dragnea în privința remanierii guvernului, lui Grindeanu i s-a cerut în iunie 2017 demisia, iar în urma refuzului său guvernul a fost dizolvat prin moțiune de cenzură.. A devenit apoi președinte la (ANCOM) Autoritatea Națională pentru Administrare și  Reglementare în Comunicații, post în care s-a remarcat prin interzicerea unor situri românești care manifestau scepticism față de măsurile propuse de autorități pentru oprirea răspândirii covid-19. Începând din 22 august 2020 a devenit vicepreședinte al PSD.
În data de 20 mai 2025 a fost ales Președinte interimar al Partidului Social Democrat (PSD).

## Familia și studiile
Amândoi părinții săi au fost profesori la Liceul Pedagogic din Caransebeș (în prezent Colegiul Național „C. D. Loga”). Nicolae Grindeanu, tatăl lui Sorin Grindeanu, a fost director al Colegiul Național „C. D. Loga” și inspector școlar general al județului Caraș-Severin, funcție din care a fost destituit de Sorin Frunzăverde. Nicolae Grindeanu a fost președintele PSD Caransebeș și este în prezent consilier județean din partea PSD la CJ Caraș-Severin.
Sorin Grindeanu este absolvent al Universității de Vest din Timișoara, Facultatea de Matematică, Secția Informatică (1992–1997), apoi, timp de un an, a urmat studii aprofundate, specializarea Baze de Date. În 1999 a avut o bursă Tempus pe o perioadă de trei luni la Universitatea din Bologna, în domeniul statistică socială, iar în 2001 a făcut specializări în domeniul Educația adulților la Institutul für Erwachsenenbildung din Frankfurt, Universitatea din Aveiro și Universitatea Beckett din Leeds. Sorin Grindeanu a  absolvit în anul 2013 un program postuniversitar de formare și dezvoltare profesională în domeniul Științe Militare, Informații și Ordine Publică – Academia Națională de Informații.

## Cariera politică
A intrat în politică în noiembrie 1996, când a devenit membru al PDSR. Doi ani mai târziu, în octombrie 1998, a devenit vicepreședinte al Organizației de Tineret a PDSR Timiș, iar în decembrie 2001 – vicepreședinte al Tineretului Social Democrat Timiș. A fost membru în Biroul Executiv Județean al PSD Timiș (din octombrie 2002), membru în Consiliul Național al TSD (din noiembrie 2002) și președinte executiv al Organizației Județene a PSD Timiș (din decembrie 2003). La alegerile din 2012 a obținut un mandat de deputat de Timiș din partea Partidului Social Democrat, funcție din care a demisionat la 30 iunie 2016, pentru a ocupa funcția de președinte al CJ Timiș.
Între 17 decembrie 2014 și 15 noiembrie 2015 a fost ministru al Comunicațiilor și Societății Informaționale, în Guvernul Ponta (4).
În decembrie 2014, după începerea urmăririi penale împotriva lui Titu Bojin, Sorin Grindeanu a devenit președinte interimar al filialei PSD Timiș. În data de 19 iunie 2015 a fost ales președinte al PSD Timiș. După alegerile locale din 2016 a fost ales președinte al CJ Timiș în urma unui protocol de colaborare încheiat între PSD și ALDE.
Pe 14 iunie 2017 Premierul Sorin Grindeanu a fost exclus din PSD.
Este co-autor la 35 de inițiative legislative privind Codul Fiscal, dialogul social, Codul Muncii, funcționarea asociațiilor de proprietari, insolvența persoanelor fizice, legea energiei și a gazelor, contractele de credit pentru consumatori. El este și unul dintre susținătorii propunerii referitoare la castrarea chimică a persoanelor acuzate de pedofilie.

### Prim-ministru al României
Alegerile parlamentare din 11 decembrie 2016 au fost câștigate de PSD, care a obținut majoritatea relativă în Parlament, cu 45,67% din voturi la Senat și 45,47% la Camera Deputaților. După ce președintele Klaus Iohannis a refuzat prima propunere din partea PSD pentru funcția de premier, anume politiciana Sevil Shhaideh, a fost înaintat numele fostului ministru Sorin Grindeanu. Pe 30 decembrie Grindeanu a fost desemnat premier de către președinte.

## Cărți și publicații
În CV-ul lui Sorin Grindeanu se face referire la trei cărți cărora le este autor sau coautor. El susține că acestea au apărut în perioada 2000–2002, când era preparator și apoi asistent universitar la Facultatea de Sociologie și Psihologie din cadrul Universității de Vest din Timișoara. Potrivit CV-ului, primele două cărți, „Introducere în informatica socială” și „Tehnoredactarea computerizată”, ar fi apărut la editura Universitatea de Vest în 2000, respectiv în 2002. A treia carte, intitulată „Integrala Lebesgue-Radon în raport cu o măsură complexă”, ar fi fost publicată în 2002 la editura Ionescu din Caransebeș. Referințele bibliografice din CV-ul lui Sorin Grindeanu sunt însă inexacte și fac aproape imposibilă identificarea acestor lucrări.